# Киров (городской округ)
Го́род Ки́ров — муниципальное образование со статусом городского округа (полное официальное наименование — муниципа́льное образова́ние «Го́род Ки́ров») в Кировской области России.
Соответствует административно-территориальной единице городу Кирову с подчинёнными ему населёнными пунктами.
Административный центр — город Киров.

## География
Городской округ расположен в центральной части Кировской области по обоим берегам реки Вятки. Площадь муниципального образования — 757 км², из них 170 км² — городская территория и 587 км² — сельская.
Граничит на севере с Юрьянским районом, на северо-востоке — со Слободским районом, на юге — с Кирово-Чепецким районом, на юго-западе — с Оричевским районом, на западе — с Орловским районом.

## История
Город Киров с подчинённой территорией был наделён статусом городского округа в декабре 2004 года.

## Население
| 1959     | 1970     | 1979     | 1989     | 2002     | 2009     | 2010     | 2011     | 2012     |
| -------- | -------- | -------- | -------- | -------- | -------- | -------- | -------- | -------- |
| 252 416  | ↗350 775 | ↗417 281 | ↗472 594 | ↗503 043 | ↘485 974 | ↗498 381 | ↗498 749 | ↗502 597 |
| 2013     | 2014     | 2015     | 2016     | 2017     | 2018     | 2019     | 2020     | 2021     |
| ↗508 095 | ↗512 323 | ↗519 025 | ↗523 119 | ↗527 733 | ↗533 231 | ↗538 724 | ↗543 827 | ↘493 691 |

### Урбанизация
Городское население (город Киров) составляет  96,39 % от всего населения округа.

### Национальный состав
| Народ                      | Численность, чел. | % от указавших национальность |
| -------------------------- | ----------------- | ----------------------------- |
| русские                    | 459 284           | 96,65 %                       |
| татары                     | 3775              | 0,79 %                        |
| украинцы                   | 2732              | 0,57 %                        |
| марийцы                    | 1470              | 0,31 %                        |
| удмурты                    | 1368              | 0,29 %                        |
| азербайджанцы              | 1223              | 0,26 %                        |
| белорусы                   | 776               | 0,16 %                        |
| армяне                     | 758               | 0,16 %                        |
| другие                     | 3824              | 0,8 %                         |
| указавшие национальность   | 475 210           | 100,00 %                      |
| Всего по городскому округу | 498 381           |                               |

Численность лиц, в переписных листах которых не указана национальная принадлежность, составляет 23 171 чел. или 4,65 % от населения городского округа.

## Населённые пункты
В состав муниципального образования и административно-территориальной единицы города Кирова входят 135 населённых пунктов, в том числе собственно город и 134 сельских населённых пункта
| №   | Населённый пункт  | Тип          | Население | Район го́рода |
| --- | ----------------- | ------------ | --------- | ------------ |
| 1   | Киров             | город        | ↗475 871  |              |
| 2   | Балезинщина       | деревня      | 82        | Октябрьский  |
| 3   | Барановская       | деревня      | 2         | Октябрьский  |
| 4   | Бахта             | село         | 13        | Октябрьский  |
| 5   | Башарово          | деревня      | 46        | Октябрьский  |
| 6   | Бздюли            | деревня      | 0         | Ленинский    |
| 7   | Блохи             | деревня      | 4         | Ленинский    |
| 8   | Бобыли            | деревня      | 13        | Ленинский    |
| 9   | Богородская       | деревня      | 679       | Первомайский |
| 10  | Большая Гора      | деревня      | 404       | Октябрьский  |
| 11  | Большая Субботиха | деревня      | 680       | Первомайский |
| 12  | Большие Кушовы    | деревня      | 16        | Октябрьский  |
| 13  | Бони              | деревня      | 17        | Ленинский    |
| 14  | Боровые           | деревня      | 5         | Октябрьский  |
| 15  | Булдаки           | деревня      | 4         | Октябрьский  |
| 16  | Быково            | деревня      | 0         | Октябрьский  |
| 17  | Ваньшины          | деревня      | 18        | Ленинский    |
| 18  | Вахренки          | деревня      | 12        | Ленинский    |
| 19  | Вересниковщина    | деревня      | 20        | Октябрьский  |
| 20  | Верещагино        | деревня      | 49        | Октябрьский  |
| 21  | Верхнее Скопино   | деревня      | 1         | Ленинский    |
| 22  | Воронье           | деревня      | 46        | Ленинский    |
| 23  | Ганино            | посёлок      | 2605      | Октябрьский  |
| 24  | Гари              | деревня      | 0         | Октябрьский  |
| 25  | Гнусино           | деревня      | 581       | Первомайский |
| 26  | Головановы        | деревня      | 6         | Октябрьский  |
| 27  | Гуси              | деревня      | 30        | Октябрьский  |
| 28  | Дороничи          | посёлок      | ↗3042     | Ленинский    |
| 29  | Дряхловщина       | деревня      | 17        | Ленинский    |
| 30  | Дуркино           | деревня      | 5         | Ленинский    |
| 31  | Елпаши            | деревня      | 0         | Октябрьский  |
| 32  | Загоски           | деревня      | 34        | Октябрьский  |
| 33  | Захарищевы        | посёлок      | 895       | Ленинский    |
| 34  | Зубари            | деревня      | 5         | Октябрьский  |
| 35  | Зубковы           | деревня      | 0         | Октябрьский  |
| 36  | Зуевская          | деревня      | 34        | Октябрьский  |
| 37  | Истоминцы         | деревня      | 4         | Ленинский    |
| 38  | Иунинцы           | деревня      | 187       | Ленинский    |
| 39  | Камешник          | деревня      | 12        | Ленинский    |
| 40  | Канахины          | деревня      | 5         | Октябрьский  |
| 41  | Караваевы         | деревня      | 1         | Октябрьский  |
| 42  | Катковы           | деревня      | 112       | Ленинский    |
| 43  | Кирины            | деревня      | 2         | Ленинский    |
| 44  | Кисели            | деревня      | 2         | Октябрьский  |
| 45  | Кобели            | деревня      | 5         | Ленинский    |
| 46  | Козулинцы         | деревня      | 3         | Ленинский    |
| 47  | Колобовщина       | деревня      | 70        | Октябрьский  |
| 48  | Колпаки           | деревня      | 2         | Октябрьский  |
| 49  | Коробовская       | деревня      | 4         | Октябрьский  |
| 50  | Костино           | посёлок      | ↘3362     | Октябрьский  |
| 51  | Кочергинцы        | деревня      | 8         | Ленинский    |
| 52  | Кривели           | деревня      | 3         | Октябрьский  |
| 53  | Кропачи           | деревня      | 2         | Ленинский    |
| 54  | Кудино            | деревня      | 5         | Ленинский    |
| 55  | Куликовская       | деревня      | 13        | Октябрьский  |
| 56  | Леденцовы         | деревня      | 0         | Октябрьский  |
| 57  | Лисицины          | деревня      | 4         | Октябрьский  |
| 58  | Лихачи            | деревня      | 4         | Ленинский    |
| 59  | Лом               | деревня      | 0         | Октябрьский  |
| 60  | Ломовская         | деревня      | 138       | Ленинский    |
| 61  | Луговики          | деревня      | 0         | Октябрьский  |
| 62  | Лянгасы           | деревня      | 3         | Ленинский    |
| 63  | Малая Гора        | деревня      | 137       | Октябрьский  |
| 64  | Малая Субботиха   | деревня      | 793       | Первомайский |
| 65  | Малые Кушовы      | деревня      | 10        | Октябрьский  |
| 66  | Мараки            | деревня      | 13        | Октябрьский  |
| 67  | Марьино           | деревня      | 0         | Октябрьский  |
| 68  | Масленики         | деревня      | 11        | Октябрьский  |
| 69  | Матанцы           | деревня      | 9         | Октябрьский  |
| 70  | Матанцы           | ж.д. станция | 40        | Октябрьский  |
| 71  | Машкины           | деревня      | 7         | Ленинский    |
| 72  | Меркуши           | деревня      | 11        | Ленинский    |
| 73  | Монастырская      | деревня      | 25        | Октябрьский  |
| 74  | Нагорье           | деревня      | 1         | Октябрьский  |
| 75  | Нагоряна          | деревня      | 6         | Октябрьский  |
| 76  | Нижнее Скопино    | деревня      | 10        | Ленинский    |
| 77  | Никуленки         | деревня      | 13        | Ленинский    |
| 78  | Новалихинский     | починок      | 19        | Ленинский    |
| 79  | Оверинцы          | деревня      | 54        | Октябрьский  |
| 80  | Олинцы            | деревня      | 1         | Ленинский    |
| 81  | Опушни            | деревня      | 14        | Октябрьский  |
| 82  | Пеньково          | деревня      | 23        | Ленинский    |
| 83  | Пересторонцы      | деревня      | 27        | Октябрьский  |
| 84  | Першино           | деревня      | 25        | Октябрьский  |
| 85  | Пестовы           | деревня      | 59        | Октябрьский  |
| 86  | Петуховы          | деревня      | 20        | Октябрьский  |
| 87  | Подборные         | деревня      | 11        | Октябрьский  |
| 88  | Подозерье         | деревня      | 25        | Октябрьский  |
| 89  | Полевщина         | деревня      | 2         | Ленинский    |
| 90  | Порошино          | село         | 1167      | Первомайский |
| 91  | Прохоровцы        | деревня      | 0         | Ленинский    |
| 92  | Пушкари           | деревня      | 3         | Октябрьский  |
| 93  | Репки             | деревня      | 9         | Октябрьский  |
| 94  | Родинцы           | деревня      | 18        | Октябрьский  |
| 95  | Рожни             | деревня      | 16        | Октябрьский  |
| 96  | Рубцы             | деревня      | 10        | Ленинский    |
| 97  | Русское           | деревня      | 4         | Ленинский    |
| 98  | Русское           | село         | 1303      | Октябрьский  |
| 99  | Садаковский       | посёлок      | 2072      | Октябрьский  |
| 100 | Садаковы          | деревня      | 1         | Октябрьский  |
| 101 | Сарбаи            | деревня      | 6         | Ленинский    |
| 102 | Сватково          | деревня      | 29        | Ленинский    |
| 103 | Севастьяновы      | деревня      | 11        | Октябрьский  |
| 104 | Седуновщина       | деревня      | 17        | Ленинский    |
| 105 | Сергеево          | деревня      | 129       | Октябрьский  |
| 106 | Сидоровка         | посёлок      | 904       | Первомайский |
| 107 | Сиухино           | деревня      | 33        | Ленинский    |
| 108 | Соски             | деревня      | 5         | Ленинский    |
| 109 | Сосновый          | посёлок      | 380       | Октябрьский  |
| 110 | Старые Кисели     | деревня      | 47        | Ленинский    |
| 111 | Студенец          | деревня      | 38        | Октябрьский  |
| 112 | Сумароки          | деревня      | 3         | Октябрьский  |
| 113 | Счастливцевы      | деревня      | 7         | Ленинский    |
| 114 | Томиловы          | деревня      | 3         | Ленинский    |
| 115 | Тростинка         | ж.д. станция | 0         | Октябрьский  |
| 116 | Удаловщина        | деревня      | 0         | Октябрьский  |
| 117 | Хабаровы          | деревня      | 71        | Октябрьский  |
| 118 | Цепели            | деревня      | 14        | Ленинский    |
| 119 | Чарушины          | деревня      | 26        | Октябрьский  |
| 120 | Чернядьевы        | деревня      | 10        | Ленинский    |
| 121 | Чирки             | деревня      | 16        | Ленинский    |
| 122 | Чистые Пруды      | посёлок      | 1235      | Ленинский    |
| 123 | Чуркино           | деревня      | 29        | Ленинский    |
| 124 | Чухломинский      | ж.д. станция | 17        | Ленинский    |
| 125 | Чучи              | деревня      | 11        | Ленинский    |
| 126 | Шипеловы          | деревня      | 7         | Ленинский    |
| 127 | Шкляевская        | деревня      | 68        | Ленинский    |
| 128 | Шубино            | деревня      | 243       | Октябрьский  |
| 129 | Шустовы           | деревня      | 8         | Ленинский    |
| 130 | Эсауловы          | деревня      | 21        | Октябрьский  |
| 131 | Югрино            | деревня      | 66        | Ленинский    |
| 132 | Ямново            | деревня      | 16        | Октябрьский  |
| 133 | 14 км             | ж.д. будка   | 0         | Октябрьский  |
| 134 | 17 км             | ж.д. казарма | 0         | Октябрьский  |
| 135 | 932 км            | ж.д. казарма | 0         | Ленинский    |

134 сельских населённых пункта подчинены трём городским районам: Ленинскому, Октябрьскому, Первомайскому (при этом Нововятский район в г. Кирове не имеет подчинённых населённых пунктов).

## Органы местного самоуправления

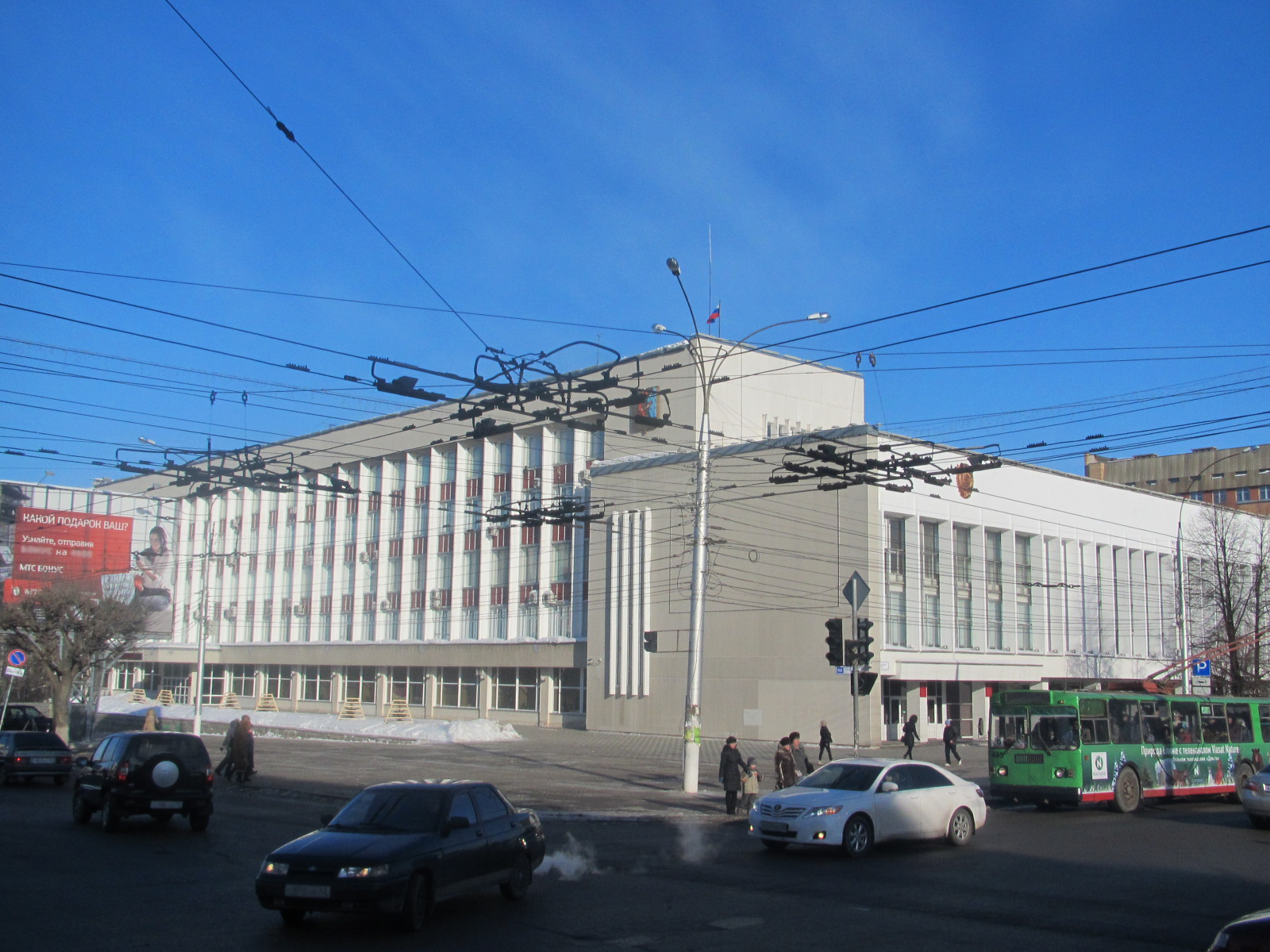
Здание Кировской городской думы и Администрации города

Структуру органов местного самоуправления городского округа составляют: 
- представительный орган муниципального образования (городская Дума);
- глава муниципального образования (глава города Кирова);
- исполнительно-распорядительный орган муниципального образования (администрация города Кирова);
- контрольно-счётный орган муниципального образования (Контрольно-счётная палата города Кирова).

С 2007 года введено разделение должности градоначальника. Глава города является председателем Кировской городской думы и избирается депутатами из своего числа. Глава администрации (сити-менеджер) назначается городской думой и работает по контракту. До этого глава города (мэр) избирался горожанами и возглавлял городскую администрацию.
Высшим должностным лицом является глава города Кирова. Глава избирается городской думой из числа депутатов и занимает должность председателя думы. Глава подписывает правовые акты, издаваемые думой, а также в рамках своих полномочий может принимать собственные правовые акты. Глава города заключает контракт с главой администрации города и может отменить постановления и распоряжения главы и руководителей отраслевых и территориальных ведомств городской администрации.
Администрация города является исполнительно-распорядительным органом местного самоуправления муниципального образования, подконтрольна и подотчётна городской Думе, которая утверждает в должности главу администрации города. В составе администрации также действуют территориальные управления по отдельным районам города.
Численный состав думы — 36 депутатов (18 депутатов избрано по одномандатным округам и 18 по единому избирательному округу). Депутаты избираются жителями городского округа на основе всеобщего голосования сроком на 5 лет. С сентября 2022 года работает дума седьмого созыва.